# Caeca et obdurata

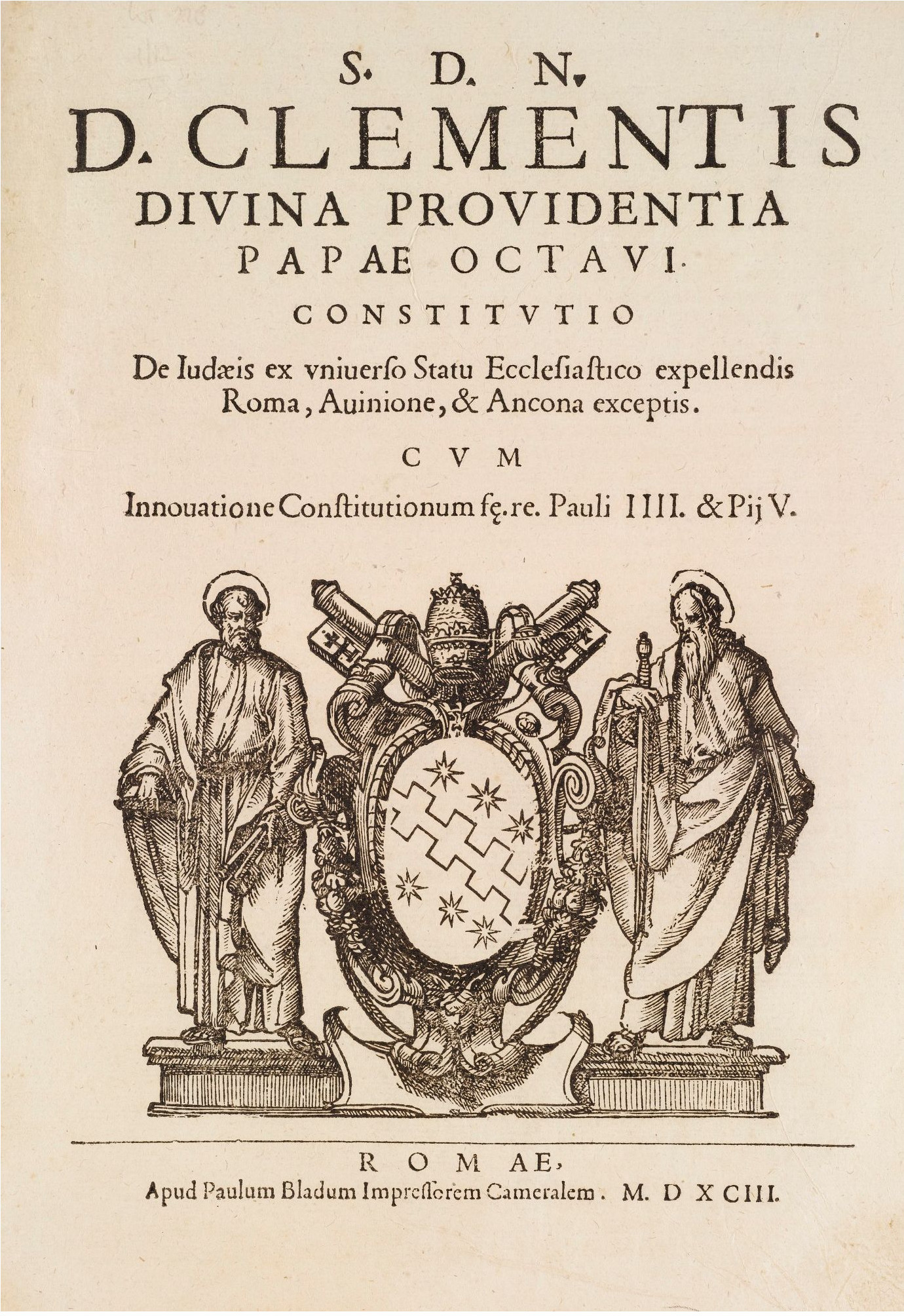
Titelblatt des Drucks der Bulle

Caeca et obdurata [Hebraeorum perfidia] (lat. die blinde und verstockte [Treulosigkeit der Juden]) ist eine päpstliche Bulle, die Papst Clemens VIII. am 25. Februar 1593 promulgierte. Damit veranlasste er die endgültige Vertreibung der Juden aus allen Orten des Kirchenstaats außer aus Rom, Avignon und Ancona.
Die Bulle wiederholte die Bestimmungen der Bulle Hebraeorum gens Pius’ V. von 1569 und hob damit die Wiederzulassung der Juden durch Sixtus V. im Jahr 1586 auf, der den Juden die Rückkehr gestattet hatte, da ihre Finanzdienstleistungen im Pfandgeschäft der Wirtschaft dienten. Die Bulle folgte auf das Breve von 1592 Cum saepe accidere, mit dem Clemens VIII. den Juden bereits den Handel mit neu hergestellten Waren verboten hatte.
Die Juden mussten jetzt den Kirchenstaat innerhalb von drei Monaten verlassen, anderenfalls drohte ihnen die Einziehung ihres Vermögens und die Verurteilung zu einer Galeerenstrafe. Von der Vertreibung waren vor allem die Juden betroffen, die sich seit 1586 wieder im Kirchenstaat niedergelassen hatten, außerdem Juden aus Gebieten, die erst später in den Machtbereich der Päpste gekommen waren. Dazu gehörte vor allem die Stadt Bologna, die eine alte jüdische Gemeinden beherbergte. Die Bologneser Juden wichen nach Ferrara und Modena aus, die unter der Herrschaft der Familie Este standen.